# Sri Suriyendra
 Hoàng hậu Sri Suriyendra (tiếng Thái: ศรีสุริเยนทร; RTGS: Si Suriyen; 1767-1836) là Hoàng hậu của Xiêm, vợ của Phutthaloetla Naphalai, là người anh em họ của mình, và mẹ của Mongkut và Pinklao. Bà sau đó được đặt tên sau khi đăng quang của con trai bà Mongkut như Krom Somdet Phra Sri Suriyendramataya.
Công chúa Bunrot (บุญรอด) là con gái của công chúa Sri Sudarak (เจ้าฟ้ากรมพระศรีสุดารักษ์) (em gái của Phutthayotfa Chulalok) và chồng Trung Quốc bà  Ngoen Saetan (เงิน แซ่ตัน). Công chúa Bunrot sống với mẹ trong cung điện lớn và lớn lên cùng với người anh em họ nữ từ mẫu của Mẹ, các con gái của Phutthayotfa Chulalok.
Công chúa Bunrot đã ngoại tình với người em họ của mình, Hoàng tử Isarasundhorn, một đứa con trai và là người thừa kế rõ ràng cho Vua Phutthayotfa Chulalok. Năm 1801, nhà vua phát hiện ra công chúa 'bốn tháng mang thai và bị trục xuất cô khỏi cung điện lớn để sống với anh trai Hoàng tử Thepharirak. Hoàng tử Isarasundhorn năn nỉ cha mình không có kết quả để trả lại công chúa về cung điện. Các cặp vợ chồng cuối cùng định cư tại cung điện cũ (Thonburi cung điện) và công chúa Bunrot trở thành vị phối ngẫu của hoàng tử. Em bé đã chết, tuy nhiên, ngay sau khi sinh. Với Hoàng tử Isarasundhorn (tương lai Phutthaloetla Naphalai), cô sinh ba con trai:
- Đứa con đầu lòng của bà, sinh năm 1801, đã chết ngay sau khi sinh;
- Hoàng tử Mongkut, hoặc sau đó Vua Mongkut (hay Vua Rama IV), sinh năm 1804;
- Hoàng tử Chutamani, hoặc sau vua Pinklao, sinh năm 1808.

Sau lễ đăng quang Hoàng tử Isarasundhorn như Phutthaloetla Naphalai, công chúa Bunrot được nâng lên Nữ hoàng Sri Suriyendra. Cô không phải là người vợ chỉ như là các quốc vương Xiêm được phép có nhiều phu nhân theo truyền thống. Sri Suriyendra chia sẻ chồng mình với công chúa Consort Kunthon và công chúa RIAM (mẹ của vua Nangklao (hay Vua Rama III)) và một số phi tần của nhà vua.
Con trai bà, hoàng tử Mongkut đã trở thành một nhà sư vào năm 1824, cùng năm đó Phutthaloetla Naphalai chết. Đó là con trai của cô Mongkut người đã được trao vương miện theo truyền thống. Tuy nhiên, giới quý tộc đã quyết định cung cấp các vương miện cho Hoàng Bồn tắm, người trở thành vua Nangklao (Rama III) (Hoàng tử là con của vợ lẽ, nhưng đã được rất nhiều kinh nghiệm trong chính phủ). Mongkut sau đó vẫn là một tu sĩ để tránh mưu tòa án.
Sri Suriyendra sau đó rời khỏi cung điện lớn cho các cung điện cũ (Wang Derm) để sống với con trai Hoàng tử Isaret (trước đây Hoàng tử Chutamani). Cô ở lại đó cho đến khi bà qua đời vào năm 1836, cô đã không sống để nhìn thấy con trai mình Mongkut trao vương miện.